# Kozlany (Moravia meridionale)
Kozlany (in tedesco Koslan) è un comune della Repubblica Ceca facente parte del distretto di Vyškov, in Moravia Meridionale.